# Nova Andradina (tiểu vùng)
Nova Andradina là một tiểu vùng thuộc bang Mato Grosso do Sul, Brasil. Tiều vùng này có diện tích 13458 km², dân số năm 2007 là 73626 người.